# Rainer W. Kühne
 (janvier 2020).
Si vous disposez d'ouvrages ou d'articles de référence ou si vous connaissez des sites web de qualité traitant du thème abordé ici, merci de compléter l'article en donnant les références utiles à sa vérifiabilité et en les liant à la section « Notes et références ».
Rainer W. Kühne (né le 23 mai 1970 à Brunswick) est un physicien allemand.

## Biographie
Il obtient son diplôme de physique en octobre 1995 à l'université de Bonn et son doctorat en juillet 2001 à l'université de Dortmund. 
Auparavant, il publie en 1997 une théorie sur l'électrodynamique quantique dans lequel il prédit l'existence d'un second type de photon (appelé photon magnétique) et de lumière (appelé rayon de photons magnétiques) tous deux observés par August Kundt[réf. nécessaire] au XIXe siècle. Leur découverte physique serait, selon cette étude[réf. nécessaire], une preuve indirecte de l'existence de monopôles magnétiques.
Il est cependant connu du public pour sa théorie de l'Atlantide, selon laquelle les Atlantes seraient un peuple maritime ayant attaqué les pays de l'Est de la Méditerranée environ 1200 ans av. J.-C. et que la cité mythique d'Atlantis se trouverait dans la région actuelle de l'Andalousie. Ces hypothèses avaient déjà été soutenues par plusieurs auteurs, tels qu'Adolf Schulten, Otto Jessen, Richard Hennig, Jürgen Spanuth, Oscar Broneer et Rhys Carpenter. 

## Publications

### Sur la théorie de l'Atlantide
- Publication originale dans le journal scientifique Antiquity :
  - (en) Rainer W. Kühne:  publication en Antiquity
- Publications dans les journaux scientifiques populaires :
  - (en) rapport de Scientific American
  - (en) rapport de National Geographic
  - (en) « rapport de EARSEL newsletter, p. 26 - 27 »(Archive.org • Wikiwix • Archive.is • Google • Que faire ?)
  - (sv) rapport de NyTeknik
- Articles de magazines :
  - (en) rapport de Time magazine
  - (de) « rapport de Der Stern »(Archive.org • Wikiwix • Archive.is • Google • Que faire ?)
  - (de) rapport de Profil
  - (sv) rapport de Svenska Magasinet
- Articles de journaux :
  - (en) « rapport du (Daily) Telegraph »(Archive.org • Wikiwix • Archive.is • Google • Que faire ?)
  - (en) rapport de Daily Excelsior
  - (en) rapport de IOL
  - (de) rapport de Die Welt
  - (de) « rapport de Berliner Morgenpost »(Archive.org • Wikiwix • Archive.is • Google • Que faire ?)
  - (de) rapport de Hamburger Abendblatt
  - (de) rapport de Die Presse
  - (de) rapport de Wochenblatt
  - (no) rapport de Aftenposten
  - (no) rapport de Dagbladet
  - (hr) « rapport de Vjesnik »(Archive.org • Wikiwix • Archive.is • Google • Que faire ?)
  - (es) rapport de El Mundo
  - (es) premier rapport de El Pais
  - (es) deuxième rapport de El Pais
  - (nl) rapport de Planet
  - (tr) rapport de Hürriyet
  - (tr) rapport de Aksam Gazetesi
  - (hu) rapport de Origo
  - (ro) rapport de Evenimentul Zilei
  - (bs) « rapport de Bosanska Kostajnica »(Archive.org • Wikiwix • Archive.is • Google • Que faire ?)
- Publications radiophoniques et télévisuelles:
  - (en) rapport de BBC
  - (en) rapport de ABC
  - (it) « rapport de Radiotelevisione Italiana »(Archive.org • Wikiwix • Archive.is • Google • Que faire ?)
  - (de) rapport de ORF
  - (es) premier rapport de BBC Mundo
  - (es) deuxième rapport de BBC Mundo
  - (cs) rapport de Český rozhlas
  - (cs) rapport de Radio Praha
  - (no) rapport de TV2
  - (fi) rapport de MTV3
  - (pl) « rapport de Polskie Radio »(Archive.org • Wikiwix • Archive.is • Google • Que faire ?)

### Publications scientifiques
- (en) Cold fusion: pros and cons, Physics Letters A 155, 467-472 (1991).
- (en) Possible explanations for failures to detect cold fusion, Physics Letters A 159, 208-212 (1991).
- (fr) CNRS link à Cold fusion: pros and cons, Physics Letters A 155, 467-472 (1991).
- (fr) CNRS link à Possible explanations for failures to detect cold fusion, Physics Letters A 159, 208-212 (1991)
- (fr) The possible hot nature of cold fusion, Fusion Technology 25, 198-202 (1994)
- (en) An extended micro hot fusion model for burst activity in deuterated solids, Fusion Technology 27, 187-189 (1995)
- (en) On the Cosmic Rotation Axis, Modern Physics Letters A 12, 2473-2474 (1997)
- (en) A Model of Magnetic Monopoles, Modern Physics Letters A 12, 3153-3159 (1997)
- (en) Gauge Theory of Gravity Requires Massive Torsion Field, International Journal of Modern Physics A 14, 2531-2535 (1999)
- (en) Time-Varying Fine-Structure Constant Requires Cosmological Constant, Modern Physics Letters A 14, 1917-1922 (1999)
- (en) Thermodynamical properties of a spin-12 Heisenberg chain coupled to phonons, Physical Review B 60, 12125-12133 (1999)
- (en) Spin-phonon chains with bond coupling, Physical Review B 65, 144438 (2002)
- (en) Review of Quantum Electromagnetodynamics, Electromagnetic Phenomena 3, 86-91 (2003)
- (en) preprint de
- (en) Cartan's Torsion: Necessity and Observational Evidence, in: Relativity, Gravitation, Cosmology: New Development, Eds. Valeri Dvoeglazov and Augusto Espinoza Garrido, Nova Science Publishers, New York, 2004,  (ISBN 1-59033-981-9), p. 37-42.
- (en) Possible Observation of a Second Kind of Light, in: Has the Last Word Been Said on Classical Electrodynamics?, Eds.: A. Chubykalo, A. Espinoza, R. Smirnov-Rueda, and V. Onoochin, Rinton Press, Paramus, 2004,  (ISBN 1-58949-036-3), p. 335-349.
- (de) diplôme: Betrachtungen zur von David Hestenes eingeführten Raumzeit-Algebra, supervizor: Prof. Dr. Wolfgang Kundt
- (de) dissertation
- (en) « dissertation: Thermodynamics of Heisenberg chains coupled to phonons »(Archive.org • Wikiwix • Archive.is • Google • Que faire ?)